# Ulveham
"Ulveham" é uma canção da banda norueguesa Gåte que irá representar a Noruega no Festival Eurovisão da Canção 2024, após vencer a final nacional Melodi Grand Prix.
A abertura traz um tradicional kulokk, um chamado de pastoreio, proveniente de uma gravação antiga de Marit Jensen Lillebuen. A letra é baseada numa balada medieval escandinava de quase mil anos.
A canção atuou na 2ª semifinal, tendo sido apurada para a final onde ficou no 25.º lugar na final, com apenas 16 pontos.

## Antecedentes e composição

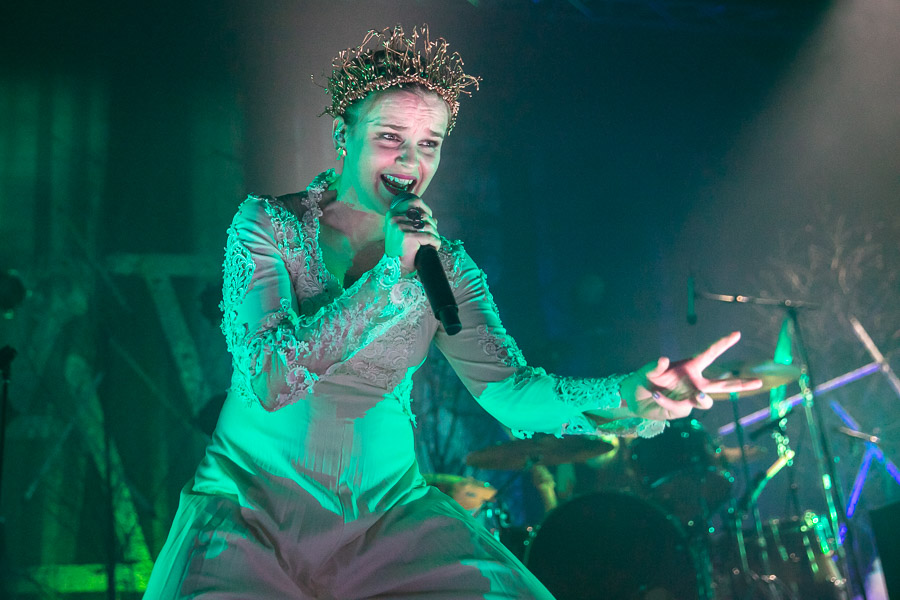
Gunnhild Sundli, vocalista dos Gåte.

Gåte fez uma interpretação moderna da balada medieval norueguesa conhecida como "Møya i ulveham" ("A Donzela em Pele de Lobo"). O conteúdo lírico inicial baseia-se num manuscrito de Telemark de meados do século XIX, refletindo uma variante distinta do dialeto de Vest-Telemark. Várias estrofes eram idênticas às encontradas no manuscrito original. Na versão final do single, as estrofes foram reestruturadas e a linguagem simplificada, aproximando-se do alto norueguês padronizado ou Nynorsk.
A principal atração da história é que uma jovem donzela é transformada numa agulha, uma faca e depois uma espada por sua madrasta malvada. Porém, as pessoas continuam a apreciá-la durante todas as suas transformações, irritando a sua madrasta. Portanto, para puni-la ainda mais, a madrasta transforma-a em lobo. Termina com a madrasta, grávida, sendo atacada pelo lobo. Para quebrar o feitiço, o lobo bebe o sangue do seu meio-irmão ainda não nascido.
Ulvehamn abre com um kulning tradicional, um chamado de pastoreio tradicionalmente usado para chamar o gado, proveniente de uma gravação do início do século XX com a cantora folk Marit Jensen Lillebuen. A composição musical incorpora batidas eletrónicas e diversos instrumentos, como nyckelharpa, guitarras elétricas e bateria. Utiliza, também, vocal gutural com letras como vocalização de fundo.
Há uma prevalência de baladas semelhantes nas tradições dinamarquesas e suecas. A versão dinamarquesa, intitulada "Jomfruen i ulveham" ("A Virgem em Pele de Lobo"), e as versões suecas, onde um jovem se transforma em lobo em "Den förtrollade riddaren" ("O Cavaleiro Enfeitiçado"), sublinham o ressonância intercultural desta narrativa.

## Disputa sobre a letra
No Melodi Grand Prix e no Festival Eurovisão da Canção, os regulamentos exigem que tanto o texto quanto a melodia sejam originais e não publicados anteriormente. Como Ulveham tem letras retiradas de uma balada de quase mil anos, isso quebra as regras da competição. Para evitar problemas com uma possível participação no Festival Eurovisão da Canção, a NRK consultou a União Europeia de Radiodifusão, que organiza o concurso. Após uma avaliação, a UER concluiu que a gravação de kulning com Marit Jensen Lillebuen poderia ser aceite. Por segurança, a emissora norueguesa NRK decidiu que todo o texto deveria ser substituído por um texto novo e original. O produtor do Melodi Grand Prix, Stig Karlsen, afirmou que "o título da música e o tema histórico" permaneceriam.
A 2 de fevereiro de 2024, uma versão revisada do single foi lançada, com letras reorganizadas e modificadas. Apresenta alguns trechos retirados da mesma balada, e o texto foi alterado para evitar muita semelhança.